# Vasilije
Vasilije (serbisch: Василије) ist ein männlicher Vorname und die serbische Form des Namens Wassili.

## Bekannte Namensträger
- Vasilije I., 1532–1540 Fürstbischof von Montenegro
- Vasilije II., 1685 Fürstbischof von Montenegro
- Vasilije III. Petrović, 1750–1766 Herrscher von Montenegro aus der Dynastie der Petrović
- Vasilije Brkić, 1763–1767 und 1772 serbisch-orthodoxer Patriarch
- Vasilije Janjičić (* 1998), Schweizer Fußballspieler
- Vasilije Kostić (1907–1978), serbisch-orthodoxer Bischof von Banja Luka
- Vasilije Marković (1882–1920), serbischer Historiker
- Vasilije Mokranjac (1923–1984), serbischer Komponist
- Vasilije Ostroški (1610–1671), Heiliger der Serbisch-Orthodoxen Kirche
- Vasilije Predojević, 1644–1648 Bischof des Bistums Križevci
- Vasilije Šijaković (1929–2003), jugoslawischer Fußballspieler